# Scary Monsters and Nice Sprites
Scary Monsters and Nice Sprites è il terzo EP del produttore discografico statunitense Skrillex, pubblicato esclusivamente tramite Beatport il 22 ottobre 2010 attraverso mau5trap e Big Beat Records, pur essendo uscito il 20 dicembre tramite il download digitale di altri rivenditori online e il 1º marzo 2011 come CD.

## Descrizione
Registrato nel 2010 nel suo appartamento utilizzando un computer portatile, l'EP non è principalmente una registrazione Electro House (Rock n' Roll, Kill Everybody, All I Ask of You e With You, Friends sono tutte tracce prevalentemente electro house con dubstep), ma dubstep contaminato da progressive house. Nel singolo Scary Monsters and Nice Sprites viene utilizzata una clip audio di Rachael Nedrow (nota anche come speedstackinggirl) che grida Yes, oh my Gosh!. L'EP dispone di contributi da Pennybirdrabbit, Foreign Beggars e Bare Noize, anche dei remix prodotti da Noisia, Zedd e Bare Noize. Ha vinto due Grammy alla 54 ª edizione dei Grammy Awards, uno per miglior disco dance, e l'altro per Best Dance / Electronica Album.

## Accoglienza
| Recensione        | Giudizio |
| ----------------- | -------- |
| AllMusic          |          |
| Alternative Press |          |

Scary Monsters and Nice Sprites ha ricevuto recensioni generalmente positive da parte della critica musicale. Jon O'Brien da AllMusic ha dato all'EP una recensione positiva, dicendo: «I tre remix di Noisia, Bare Noize, e Zedd sono solidi, se non spettacolari, e quest'ultima versione, più gelida, della track originale fornisce qualcosa di molto diverso dalle altre. Ma l'invenzione dei bassi particolarmente pesanti dei primi 6 brani è più che sufficiente per indicare che gli Stati Uniti hanno trovato qualcuno in grado di vendere il suono dubstep alla sua madre patria Londra». Anche Alternative Press ha dato una recensione positiva, dicendo: «In Scary Monsters and Nice Sprites Moore ha colpito con il suo mash-up, che combina musica "mostruosa" con un'atmosfera melodica. Il titolo dell'EP è azzeccato, dal momento che questi nove brani (di cui tre remix) incarnano entrambi i lati di Moore, il turbolento, un ragazzo punk che urlava quando era a capo dei From First to Last (vedi il caos di Kill Everybody), ma anche la melodica, un adulto malinconico che senza soluzioni di continuità collabora con cantanti pop come Penny e produttori e rapper come Bare Noize e Foreign Beggars».

## Tracce
1. Rock n' Roll (Will Take You to the Mountain) – 4:44
2. Scary Monsters and Nice Sprites – 4:03
3. Kill Everybody – 4:58
4. All I Ask of You (feat. Penny) – 5:40
5. Scatta (feat. Foreign Beggars & Bare Noize) – 3:55
6. With You, Friends (Long Drive) – 6:29
7. Scary Monsters and Nice Sprites (Noisia Remix) – 3:24
8. Scary Monsters and Nice Sprites (Zedd Remix) – 5:59
9. Kill Everybody (Bare Noize Remix) – 4:41

## Successo commerciale
L'EP ha avuto un discreto successo commerciale, raggiungendo il numero 49 sulla Billboard 200, ma ha anche raggiunto il top nella classifica della Billboard Album Heatseekers e raggiungendo il numero 28 in Australia. A partire dal novembre 2011, l'EP è stato certificato Disco d'oro in Canada con una vendita superiore a 40 000 copie. Il singolo "leader" dell'EP, Scary Monsters And Nice Sprites, è stato un discreto successo commerciale a livello internazionale, con un picco nelle classifiche degli Stati Uniti, Regno Unito, dell'Australia, del Canada e della Svezia. Da allora è stato riconosciuto Disco d'oro anche dalla Recording Industry Association of America (RIAA), con un fatturato superiore a 500.000. Il 30 novembre 2011, è stato annunciato che l'EP è stato nominato ai 54esimi Grammy Awards per Best Dance / Electronica Album. Il 12 febbraio 2012, l'album ha vinto il Grammy per la categoria. L'EP successivo, More Monsters And Sprites, contiene diversi remix della traccia principale fatti da Dirtyphonics, Phonat, The Juggernaut e Kaskade. Prende il nome dall'album del 1980 di David Bowie Scary Monsters (And Super Creeps).

## Classifiche
| Classifica (2011)                      | Posizione massima |
| -------------------------------------- | ----------------- |
| U.S. Billboard Dance/Electronic Albums | 3                 |
| Classifica (2012)                      | Posizione massima |
| Australiana (ARIA Charts)              | 24                |
| New Zealand Albums Chart               | 15                |
| Swedish Albums Chart                   | 49                |
| U.S. Billboard 200                     | 49                |

## Date di pubblicazione
| Paese       | Data             | Formato           | Etichetta                             | Catalogo   |
| ----------- | ---------------- | ----------------- | ------------------------------------- | ---------- |
| Stati Uniti | 22 ottobre 2010  | Download Digitale | mau5trap                              | MAU5CD004  |
| Regno Unito | 15 novembre 2010 | CD                | mau5trap, Big Beat, Prime Direct      | MAU5CD004  |
| Australia   | 20 dicembre 2010 | Download Digitale | Big Beat, WEA                         | -          |
| Canada      | 20 dicembre 2010 | Download Digitale | Big Beat, WEA                         | -          |
| Regno Unito | 20 dicembre 2010 | Download Digitale | Big Beat, WEA                         | -          |
| Stati Uniti | 20 dicembre 2010 | Download Digitale | Big Beat, WEA                         | -          |
| Australia   | 11 febbraio 2011 | Download Digitale | Mau5trap, Big Beat                    | -          |
| Stati Uniti | 1º marzo 2011    | CD                | Big Beat, Atlantic, WEA               | 5269182    |
| Australia   | 29 aprile 2011   | Download Digitale | Big Beat, WEA                         |            |
| Australia   | 29 aprile 2011   | CD                | Big Beat, Atlantic, Neon, Warner, WEA | 7567882717 |